# The Fugitive (pel·lícula de 1910)
The Fugitive és una pel·lícula muda de la Biograph dirigida per D. W. Griffith sobre un tema del que el director filmaria fins a 11 pel·lícules per a la Biograph: la Guerra Civil Americana. Interpretada per Kate Bruce i Edwin August, entre d'altres, la pel·lícula es va estrenar el 7 de novembre de 1910.

## Argument
Al principi de la Guerra Civil Americana els nois de Virginia s'enllisten per lluitar. L'acció passa en una zona on els sentiments estan dividits. John, el confederat s'acomiada de la seva promesa i s'ajunta al regiment de voluntaris del veïnat. Per altra banda, no gaire lluny d'allà, John, el soldat de la Unió també s'acomiada de la seva promesa i de la seva mare per marxar cap al front. Els dos regiments es troben i es força una lluita entre ells. El noi de la Unió es veu separat dels seus companys i perseguit pels confederats. En un moment determinat es gira i dispara a les forces que estan a punt d'encalçar-lo i mata John el confederat que cau al peu dels seus companys entorpint la marxa.
El noi arriba a la granja de l'home que acaba de matar i demana protecció a la seva mare. La mare l'amaga i en aquell moment arriben els confederats portant el cadàver del seu fill. En el seu dolor, ella es posa en el lloc de la mare del fugitiu i decideix salvar-lo, no sabent qui ha causat la mort del seu. Més tard, però, parlant amb els soldats, arriba a la conclusió que el fugitiu és el culpable d'aquesta mort. L'instint maternal però predomina i pensant en l'altra dona que espera el retorn del fill decideix no dir res i fer-lo escapar per la part del darrere.
Acabada la guerra, podem veure les dues mares. Una celebrant la tornada del seu fill victoriós i l'altra decorant amb flors la tomba del seu.

## Repartiment
- Kate Bruce (mare del confederat)
- Eddie Dillon (John, soldat confederat)
- Clara T. Bracey (mare del soldat de la Unió)
- Edwin agost (John, soldat de la Unió)
- Dorothy West (la promesa del confederat)
- Lucy Cotton (la promesa del soldat de la Unió)
- Guy Hedlund (soldat confederat)
- J. Jiquel Lanoe (soldat confederat)
- Owen Moore
- Claire McDowell (dona entre la multitud)
- Dell Henderson
- W. Chrystie Miller
- Joe Graybill
- Lily Cahill
- Dorothy Davenport
- Frank Evans
- Walter Long